# Biathlon na Zimowych Światowych Wojskowych Igrzyskach Sportowych 2013 – sprint indywidualnie mężczyzn

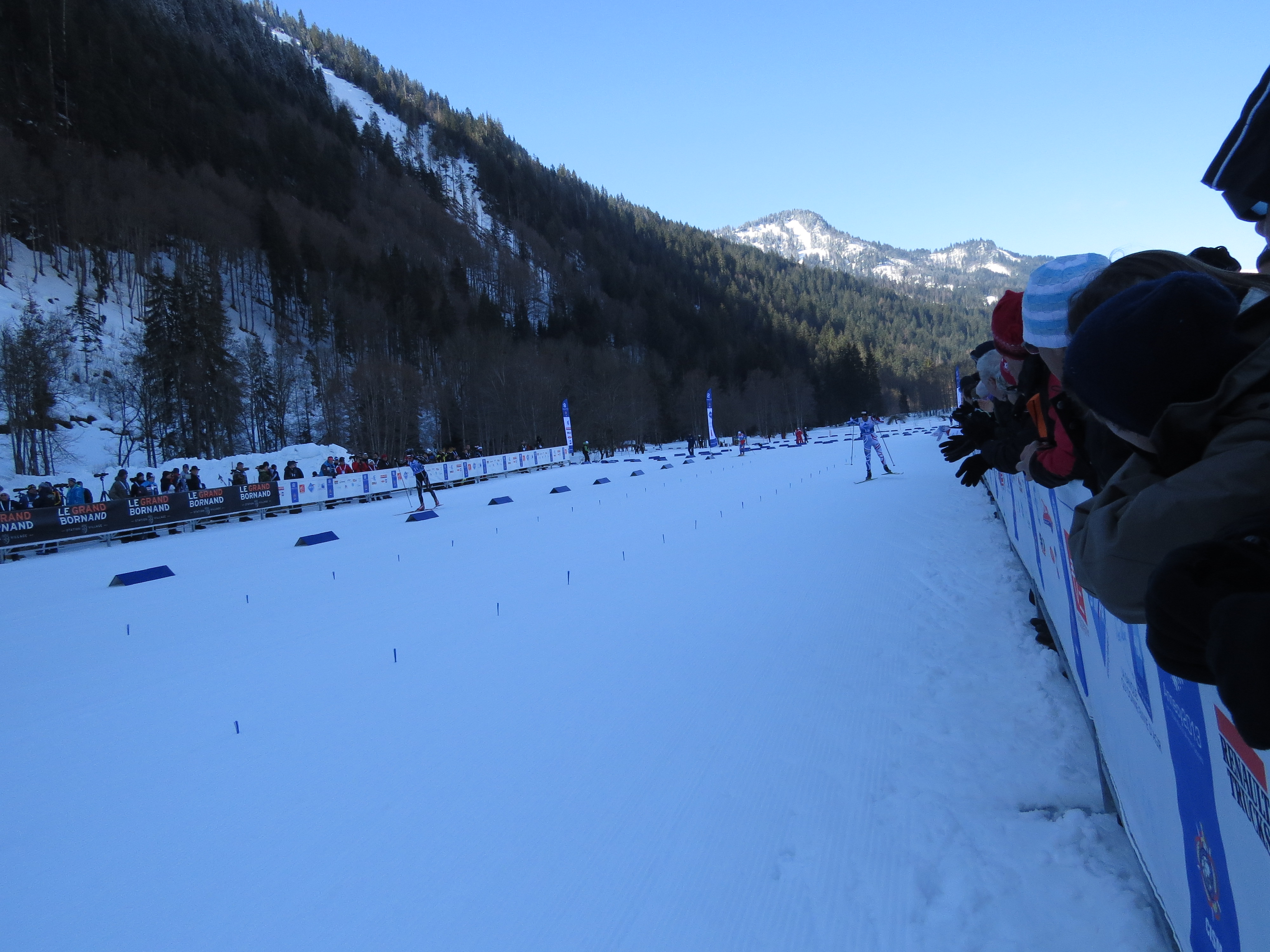
Annecy 2013 - finisz Simona Fourcade.

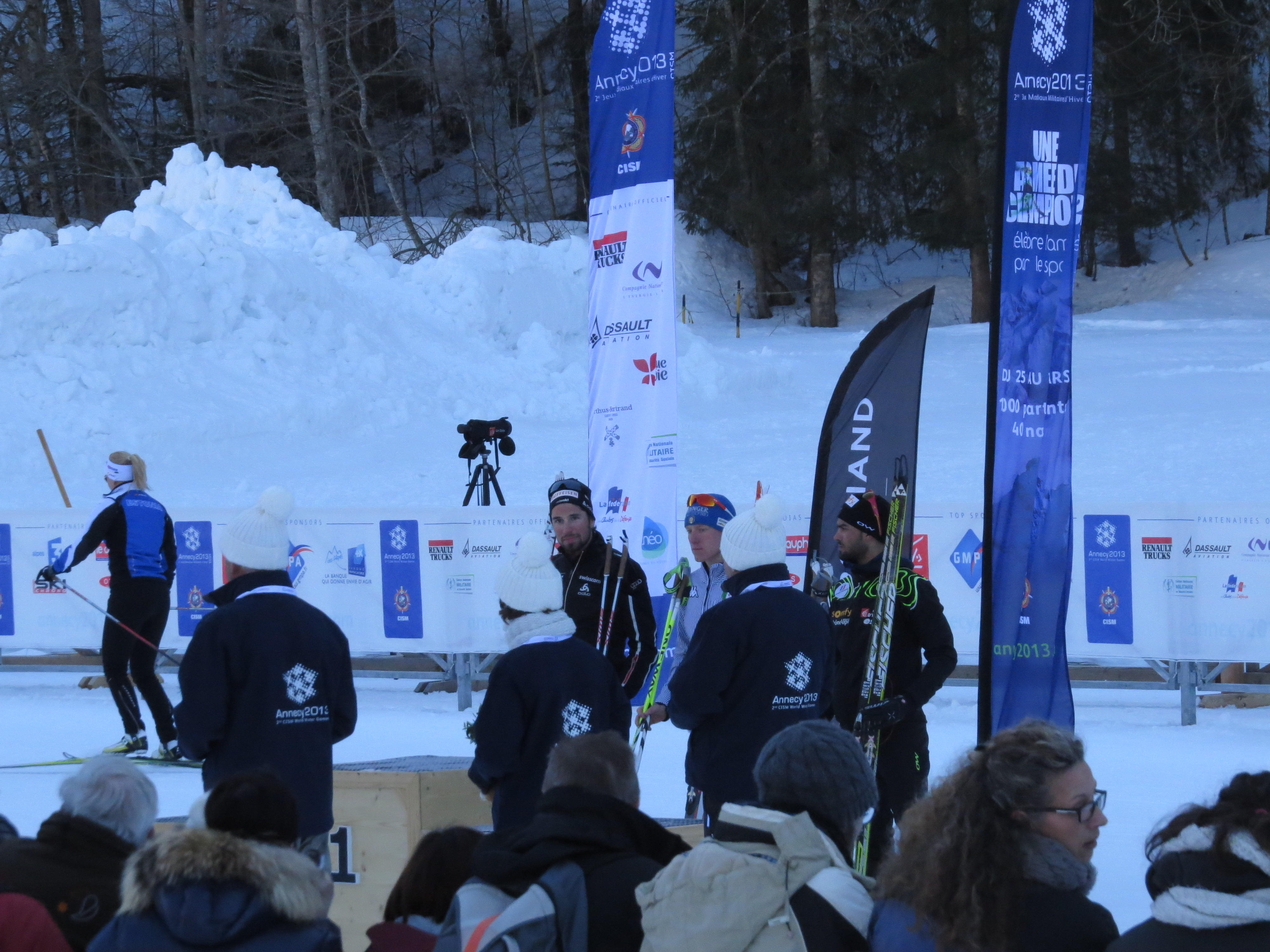
Le Grand-Bornand - podium sprintu.

Biathlonowy indywidualny sprint mężczyzn na 2. Zimowych Światowych Wojskowych Igrzyskach Sportowych odbył się w dniu 27 marca 2013 w Annecy  we Francji.
Biathlon mężczyzn – zimowa dyscyplina sportowa, łącząca bieg narciarski na dystansie 10 km ze strzelaniem odbył się na terenie ośrodka biathlonowego w Le Grand-Bornand. 
Mistrzem zimowych igrzysk wojskowych został Włoch Lukas Hofer, drugie miejsce zajął Szwajcar Benjamin Weger, a na trzecim stopniu podium uplasował się Francuz Simon Fourcade. W zawodach wzięło udział czterech Polków. Najlepszy był Krzysztof Pływaczyk, który zajął 35. miejsce,  Łukasz Szczurek był 50, Grzegorz Jakubowicz 57, a Adam Kwak 63. Drużynowo Polska zajęła 13.

## Terminarz
| Harmonogram przebiegu konkurencji | Harmonogram przebiegu konkurencji | Harmonogram przebiegu konkurencji | Harmonogram przebiegu konkurencji | Harmonogram przebiegu konkurencji |
| Data                              | Godzina rozpoczęcia               | Godzina rozpoczęcia               | Wydarzenie                        |                                   |
| Data                              | (UTC+01:00)                       | CET                               | Wydarzenie                        |                                   |
| --------------------------------- | --------------------------------- | --------------------------------- | --------------------------------- | --------------------------------- |
| 27 marca 2013(dts)                | 09:00                             | 09:00                             | Finał                             |                                   |

## Medaliści
| Złoto                | Srebro                      | Brąz                     |
| Włochy · Lukas Hofer | Szwajcaria · Benjamin Weger | Francja · Simon Fourcade |

## Wyniki
| Klasyfikacja końcowa mężczyzn w biatlonie - indywidualnie | Klasyfikacja końcowa mężczyzn w biatlonie - indywidualnie | Klasyfikacja końcowa mężczyzn w biatlonie - indywidualnie | Klasyfikacja końcowa mężczyzn w biatlonie - indywidualnie | Klasyfikacja końcowa mężczyzn w biatlonie - indywidualnie |
| Miejsce                                                   | Zawodnik                                                  | Państwo                                                   | Czas                                                      | Uwagi                                                     |
| --------------------------------------------------------- | --------------------------------------------------------- | --------------------------------------------------------- | --------------------------------------------------------- | --------------------------------------------------------- |
| 01 !                                                      | Lukas Hofer                                               | Włochy                                                    | 24:48.7                                                   |                                                           |
| 02 !                                                      | Benjamin Weger                                            | Szwajcaria                                                | +23.5                                                     |                                                           |
| 03 !                                                      | Simon Fourcade                                            | Francja                                                   | +39.2                                                     |                                                           |
| 4.                                                        | Martin Fourcade                                           | Francja                                                   | +42.3                                                     |                                                           |
| 5.                                                        | Dušan Šimočko                                             | Słowacja                                                  | +56.4                                                     |                                                           |
| 6.                                                        | Christoffer Eriksson                                      | Szwecja                                                   | +1:05.1                                                   |                                                           |
| 7.                                                        | Mario Dolder                                              | Szwajcaria                                                | +1:06.8                                                   |                                                           |
| 8.                                                        | Peter Dokl                                                | Słowenia                                                  | +1:10.3                                                   |                                                           |
|                                                           |                                                           |                                                           |                                                           |                                                           |
| 35                                                        | Krzysztof Pływaczyk                                       | Polska                                                    | +2:26.5                                                   |                                                           |
| 50                                                        | Łukasz Szczurek                                           | Polska                                                    | +3:19.8                                                   |                                                           |
| 57                                                        | Grzegorz Jakubowicz                                       | Polska                                                    | +4:03.7                                                   |                                                           |
| 63                                                        | Adam Kwak                                                 | Polska                                                    | +4:25.5                                                   |                                                           |